# Eoglaucomys fimbriatus
Eoglaucomys fimbriatus är en gnagare i släktgruppen flygekorrar som förekommer i Himalaya. Individer hittas oftast i Kashmir men även i Pakistan och Afghanistan. Idag listas arten i sitt eget släkte men tidigare räknades den till släktet Hylopetes. Skillnader till arter i släktet Hylopetes utgörs av differenser i tanduppsättningen samt i konstruktionen av penisbenet och handlovsbenen.
Arten når en kroppslängd (huvud och bål) av 24 till 31 centimeter och därtill kommer en 25 till 33 centimeter lång svans. Pälsen är på ovansidan mörkgrå till brun och på buken vitaktig. Svansen har en påfallande svart spets. Arten saknar flygmembran mellan bakbenen och de förkrympta tummarna är utrustade med en klo som liknar en nagel. Honor väger ungefär 560 g och hanar är vanligen 730 g tunga.
Habitatet utgörs av barrskogar i nordvästra Himalaya mellan 1 800 och 3 500 meter över havet. Gulstrupig mård är den största naturliga fienden till denna flygekorre.
Individerna sover på dagen i trädens håligheter och söker på natten efter föda. Eoglaucomys fimbriatus äter frön från barrträd samt ekollon och i viss mån andra växtdelar som frukter, blommor och unga växtskott. Arten delar utbredningsområdet med rödbrun jätteflygekorre (Petaurista petaurista) och de söker ibland på samma träd efter föda. Hos arten förekommer två parningstider per år och per kull föds två till fyra ungar efter cirka 40 dagar dräktighet.
Tidigare listades ytterligare en art till samma släkte, Eoglaucomys baberi, men Thorington betraktar populationen som underart till Eoglaucomys fimbriatus. Underarterna skiljer sig i mjölktändernas konstruktion.
Wilson & Reeder (2005) skiljer mellan två underarter.
- Eoglaucomys fimbriatus fimbriatus
- Eoglaucomys fimbriatus baberi